# 질산염
질산염(窒酸鹽)은 금속 또는 그 산화물이나 수산화물 또는 탄산염을 질산에 녹여 만든 화합물을 일컫는다. 모두 물에 녹으며 산화제·화학 비료로 쓰인다. 질산염이 유수나 지하수에 흘러들어가면 부영양화를 초래할 수 있다.
분자식은 (NO3-)이며, 자연상태에서는 니트로박터(혹은 나이트러박터)등 질산균에 의해 아질산을 질산염으로 바꾸어 생산 한다. (생산 식 : {\displaystyle {\ce {NO2- + H2O -> NO3- + H2 + 2e-}}})

## 같이 보기
- 암모늄 이온